# 10823 Sakaguchi
10823 Sakaguchi (1993 SM1) là một tiểu hành tinh vành đai chính được phát hiện ngày 16 tháng 9 năm 1993 bởi K. Endate và K. Watanabe ở Kitami. Tiểu hành tinh được đặt tên theo tên của Naoto Sakaguchi, một nhà thiên văn học nghiệp dư.